# Witonia (Łódź)
Pour les articles homonymes, voir Witonia.
Witonia (prononciation [viˈtɔɲa]) est un village de la gmina de Witonia, du powiat de Łęczyca, dans la voïvodie de Łódź, situé dans le centre de la Pologne.
Le village est le siège administratif (chef-lieu) de la gmina rurale appelée gmina de Witonia.
Il se situe à environ 14 kilomètres au nord-est de Łęczyca (siège du powiat) et 43 kilomètres au nord de Łódź (capitale de la voïvodie).
Sa population s'élève approximativement à 1 130 habitants.

## Administration
De 1975 à 1998, le village était attaché administrativement à l'ancienne voïvodie de Płock.

Depuis 1999, il fait partie de la nouvelle voïvodie de Łódź.